# Matinhos
Matinhos es un municipio brasileño en el litoral del estado de Paraná. Pertenece a la Mesorregión Metropolitana de Curitiba y la Microrregión de Paranaguá. Se localiza al sudeste de la capital del estado, a una distancia de cerca de 111 km. Ocupa un área de 117 064  km², siendo 4,75 km² de perímetro urbano. Su población en 2011 fue estimada en 29 831 habitantes, en 2010 era lo 61.º más populoso del estado paranaense.

## Geografía
El área del municipio, según el Instituto Brasileño de Geografía y Estadística (IBGE), es de 117,064 km², siendo 4,75 km² de zona urbana y los 112,314 km² restantes constituyen la zona rural. Se sitúa a 25°49'04" de latitud sur y 48°32'34" de longitud oeste y está a una distancia de 111 kilómetros a sur de la capital paranaense. Sus municipios limítrofes son Guaratuba, al sur y oeste, y Paranaguá y Pontal de Paraná, al norte; además del Océano Atlântico, al este.

## Demografía

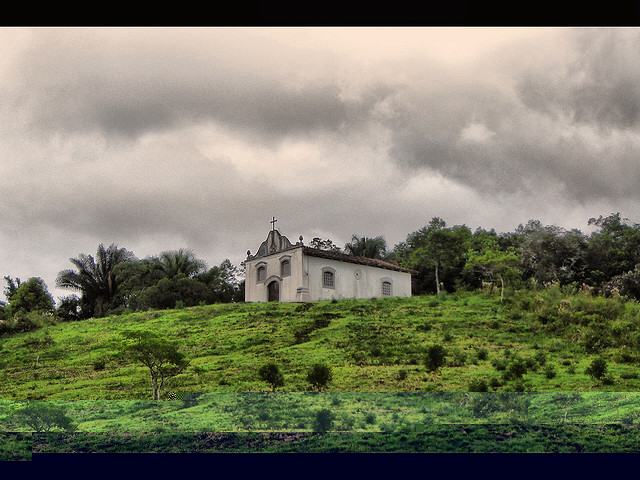
Una Iglesia Católica en la ciudad, cuya religión es la que predomina en Matinhos.

En 2011, la población del municipio fue estimada por el Instituto Brasileño de Geografía y Estadística (IBGE) en 29 831 habitantes, presentando una densidad poblacional de 18,04 habitantes por km². En 2010, 14 333 habitantes eran hombres y 15 093 habitantes mujeres. Según el mismo censo, 29 277 habitantes vivían en zonas urbanas y 149 en zonas rurales. La población matinhense estaba compuesta por 20 209 blancos (68,67%); 802 negros (2,73%); 197 orientales (0,67%); 8 086 pardos (27,48%); y 134 indígenas (0,46%).

## Economía

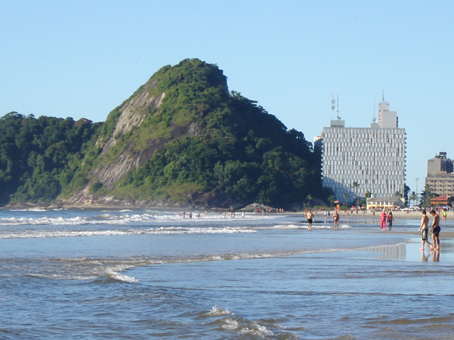
Vista de Caiobá, el principal balneário de Matinhos.

El producto interior bruto (PIB) de Matinhos es uno de los mayores de su microrregión, destacándose en el área de prestación de servicios. De acuerdo a datos del IBGE, de 2008, el PIB del municipio era de R$ 335 277,449 mil. En 2009, 18 716 mil eran de impuestos sobre productos líquidos de subsidios a precios corrientes. Lo PIB per cápita es de R$ 13 988,55.